# 賴特 (堪薩斯州)
賴特（英語：Wright）是位於美國堪薩斯州福特縣的一個人口普查指定地區。

## 人口
根據2020年美國人口普查的數據，賴特的面積為5.33平方千米，當中陸地面積為5.33平方千米，而水域面積為0.00平方千米。當地共有人口145人，而人口密度為每平方千米27.2人。